# República (distrito de São Paulo)
República es un distrito ubicado en la región central de la ciudad de São Paulo, Brasil, al oeste de la Praça da Sé, marco cero de la ciudad. Forma, junto con el distrito de Sé el llamado centro histórico de la capital paulista.
En este distrito, que administrativamente forma parte de la subprefectura de Sé, se ubican algunos de los puntos más famosos de la ciudad como la Plaza de la República, el Concejo de Sao Paulo, el Teatro Municipal, la Biblioteca Municipal Mário de Andrade , el Obelisco Piques , el Palacio de Correos, las avenidas Ipiranga y Sao Joao y el Largo de Arouche.
Esta servida por la línea 3-Roja y la línea 4-Amarilla del Metro de São Paulo.

## Formación del Distrito
Los orígenes del distrito se remontan a la primera expansión efectiva del núcleo principal del municipio desde su colina central (el llamado Centro Velho, que hoy ocupa el distrito de Sé) hacia el oeste del río Anhangabaú (hoy Valle de Anhangabaú), especialmente durante la segunda mitad del siglo XIX y las primeras décadas del siglo XX. La región del actual distrito sería llamada en ese esntonces como "Centro Nuevo" en contraposición a la región del "centro viejo".
Para ello, jugó un papel importante la aparición de la pendiente llamada Ladeira do Acu, al final de la cual se terminó construyendo un pequeño puente que permitiría continuar su recorrido más allá de las aguas y el valle del mencionado río. Este camino luego se denominaría Rua de São João Batista y hoy corresponde al tramo central de la avenida São João, una de las principales vías de la región central del municipio. Otro punto de cruce fue el llamado Puente de Piques, que estaba ubicado donde se encuentra actualmente la Plaza de la Bandera.
Desde entonces el distrito, formado básicamente por fincas, la mayor de las cuales fue la del mariscal José Arouche de Toledo Rendon, fue sumando calles que aún hoy son constatables en el tejido urbano, como la calle siete de abril, Coronel Xavier de Toledo, Ypiranga (actual Avenida Ipiranga), entre otras. También se conformó una zona espaciosa para que se pudiera practicar ejercicios militares en el municipio, que luego daría lugar al Largo do Arouche, y otra, que se constituyó como un punto de entretenimiento para los paulistanos de la época con paseos a caballo y corridas de toro: el Largo dos Curros, actualmente la Plaza de la República, que da nombre al distrito.
En el límite oeste - suroeste de la plaza de la República, se formó el barrio de Vila Buarque que establece vías de comunicación con Higienópolis.

## Límites
- Norte: Avenida Duque de Caxias, Plaza Júlio Prestes y Rua Mauá / CPTM Railway (Línea 7).
- Este: Avenida Prestes Maia, Valle Anhangabaú, Plaza Bandera y Avenida Veinte y Tres de Mayo.
- Sur: conexión Este-Oeste.
- Oeste: conexión Este-Oeste, Rua João Guimarães Rosa / Plaza Roosevelt, Rua Amaral Gurgel / Elevado Presidente João Goulart, Largo do Arouche y Avenida Duque de Caxias.

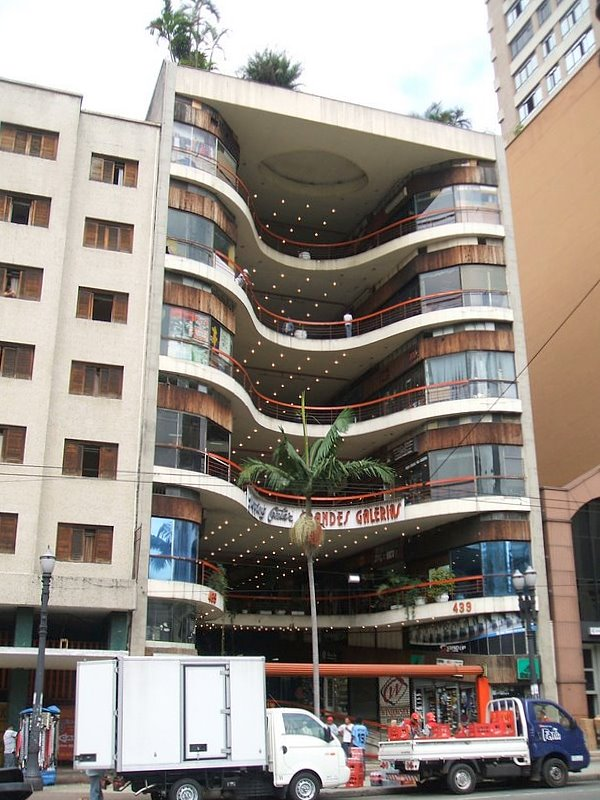
The Rock Gallery, ubicada en el distrito

### Distritos colindantes
- Santa Cecília (noroeste).
- Bom Retiro (norte).
- Sé (este).
- Bela Vista (sur/suroeste).
- Consolação (oeste).